# Gronau (Westf.)
Gronau település Németországban, azon belül Észak-Rajna-Vesztfália tartományban. Lakosainak száma 50 151 fő (2023. december 31.). Gronau Losser, Heek, Ahaus és Enschede községekkel határos.

## Népesség
A település népességének változása:
| Lakosok száma | 40 527 | 47 671 | 48 072 | 48 072 | 49 031 | 49 824 | 50 151 |
|               | 1975   | 2017   | 2018   | 2019   | 2021   | 2022   | 2023   |